# Marcos Pérez Jiménez
Marcos Evangelista Pérez Jiménez (25. dubna 1914 Táchira, Venezuela – 20. září 2001 Alcobendas, Španělsko) byl venezuelský generál a diktátor od roku 1950 do roku 1958. V letech 1950 až 1952 vládl jako člen vojenské junty. Kandidoval ve volbách v roce 1952. Junta však volby zrušila, když první výsledky ukázaly, že opozice má navrch, a prohlásila Jiméneze za dočasného prezidenta. V roce 1953 se Pérez Jiménez (známý jako „P.J.“) stal prezidentem a zavedl ústavu, která mu udělila diktátorské pravomoci.
Vzestup cen ropy během Pérezovy vlády usnadnil mnoho projektů veřejných prací, včetně budování silnic, mostů, vládních budov a veřejného bydlení, stejně jako rozvoj průmyslu. Na druhou stranu Pérez předsedal jedné z nejrepresivnějších venezuelských vlád. Politická policie jeho vlády, Dirección de Seguridad Nacional, potlačovala kritiku a věznila jeho odpůrce.
Pérez Jiménez změnil název země, který od roku 1864 zněl „Spojené státy venezuelské“, na „Republiku Venezuela“. Tento název zůstal platný až do roku 1999, kdy byl ústavním referendem změněn na Bolívarskou republiku Venezuela.
V lednu 1958 došlo ke všeobecnému povstání. Po masivních veřejných demonstracích na podporu demokratických reforem byl Pérez 23. ledna 1958 sesazen při převratu spáchaném nespokojenci v ozbrojených silách. Opustil zemi, čímž se otevřela cesta pro zřízení čtvrté Venezuelské republiky.
Pérez uprchl do Spojených států, kde žil až do roku 1963, kdy byl vydán do Venezuely na základě obvinění ze zpronevěry 200 milionů dolarů za dobu prezidentského působení.
Po příjezdu do Venezuely byl vězněn až do svého soudu. Trvalo však dalších pět let, než byl zahájen. Byl odsouzen, ale trest mu byl zmírněn, protože už strávil tolik času ve vězení. Poté byl vyhoštěn do Španělska, kde žil pod ochranou Francova režimu. V roce 1968 byl zvolen do venezuelského Senátu, ale jeho volba byla napadena a úřadu se neujal.
Dne 20. září 2001 zemřel ve španělském městě Alcobendas ve věku 87 let.